# Arrondissement de Meissen
Pour l'ancien arrondissement, voir Arrondissement de Meissen (1996-2008).
L'arrondissement de Meissen est un arrondissement (Landkreis en allemand) de Saxe (Allemagne), dans le district de Dresde.
Son chef lieu est Meissen.
Il fut créé le 1er août 2008, par la réforme des arrondissements de Saxe de 2008.

## Villes, communes & communautés d'administration
(nombre d'habitants en 2007)
| Villes 1. Coswig (22 057) 2. Gröditz (7 534) 3. Großenhain (15 652) 4. Lommatzsch (5 683) 5. Meißen (27 856) 6. Nossen (7 323) 7. Radebeul (33 300) 8. Radeburg (7 858) 9. Riesa (35 508) 10. Strehla (4 094) Verwaltungsgemeinschaft - Verwaltungsgemeinschaft Gröditz avec les communes membres Gröditz et Nauwalde - Verwaltungsgemeinschaft Ketzerbachtal avec les communes membres Ketzerbachtal et Leuben-Schleinitz - Verwaltungsgemeinschaft Nünchritz avec les communes membres Glaubitz et Nünchritz - Verwaltungsgemeinschaft Röderaue-Wülknitz avec les communes membres Röderaue (siège) et Wülknitz - Verwaltungsgemeinschaft Schönfeld avec les communes membres Lampertswalde, Schönfeld et Weißig a. Raschütz - Verwaltungsgemeinschaft Thiendorf avec les communes membres Tauscha et Thiendorf - Verwaltungsgemeinschaft Zabeltitz avec les communes membres Wildenhain et Zabeltitz | Communes 1. Diera-Zehren (3 742) 2. Ebersbach (4 805) 3. Glaubitz (2 054) 4. Hirschstein (2 391) 5. Käbschütztal (2 962) 6. Ketzerbachtal (2 800) 7. Klipphausen (6 146) 8. Lampertswalde (1 954) 9. Leuben-Schleinitz (1 536) 10. Moritzburg (8 165) 11. Nauwalde (1 080) 12. Niederau (4 120) 13. Nünchritz (6 360) 14. Priestewitz (3 494) 15. Röderaue [Siège : Frauenhain] (3 218) 16. Schönfeld (1 992) 17. Stauchitz (3 452) 18. Tauscha (1 490) 19. Thiendorf (2 248) 20. Triebischtal (4529) 21. Weinböhla (10191) 22. Wülknitz (1 804) 23. Zeithain (6 384) |